# Zbiornik retencyjny Potokowa-Słowackiego
Zbiornik retencyjny Potokowa-Słowackiego – zabezpieczenie powodziowe Gdańska na Strzyży w Brętowie.
Wybudowany w miejscu, gdzie w 1602 roku była kuźnica i dwór. Obecna nazwa zbiornika pochodzi od nazw przyległych ulic (ul. Potokowej i ul. Słowackiego).
Obiekt jest administrowany przez Gdańskie Wody Sp. z o.o.
Polski Związek Wędkarski dokonał zarybienia akwenu.